# Syagrius

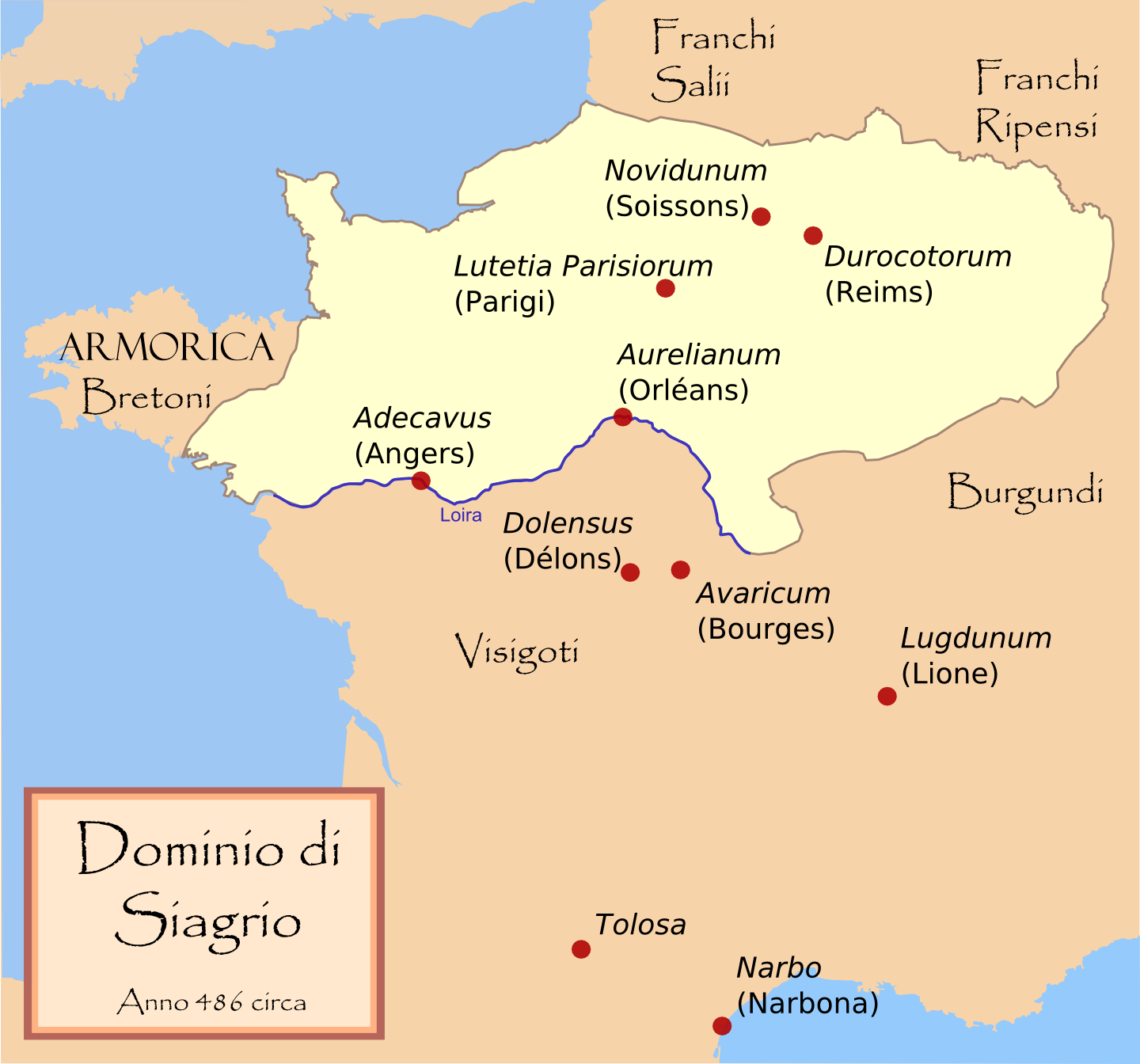
Syagriova říše

Syagrius († 486/87) byl poslední samostatný římský vládce na území Západořímské říše. Vládl v části Galie a používal titul „římský král“ (Romanorum rex) nebo „římský patricius“ (Romanorum patricius).

## Aegidus
Jeho otec byl Aegidus, vojenský velitel Galie (magister militum per Gallias). V době oslabení moci západořímských císařů chránil území Galie severně od řeky Loiry až po řeku Sommu. Ostře vystupoval proti Germánovi Ricimerovi, který byl de facto západořímským vládcem, čímž na svém území vytvořil skoro samostatnou vládu. Jeho sídelním městem bylo Soissons. Navázal dobré vztahy s králem sálských Franků Childerichem I.

## Syagrius vládce
Po otcově smrti (pravděpodobně 464 nebo 465) se vlády ujal Syagrius. Nadále využíval dobré vztahy s Childerichem a u dnešního města Bourges porazil Góty. Na jeho území přežívala římská kultura. Římský spisovatel Gregorius uvádí, že Syagrius porazil Sasy. Pravdivost této události však nelze ověřit.
V roce 486 zaútočil na jeho království franský král Chlodvík I. a v bitvě u Soissons ho porazil, krátce poté byl Syagrius popraven. Jeho vojenské oddíly začlenil Chlodvík do svého vojska.
Syagriova říše byla posledním nezávislým a samostatným římským celkem na území rozpadající se Západořímské říše.